# Maria Pia Mastena
Maria Pia Mastena (Bovolone, 7 dicembre 1881 – Roma, 28 giugno 1951) è stata una religiosa e beata italiana fondatrice dell'istituto religioso delle Suore del Santo Volto.

## Biografia

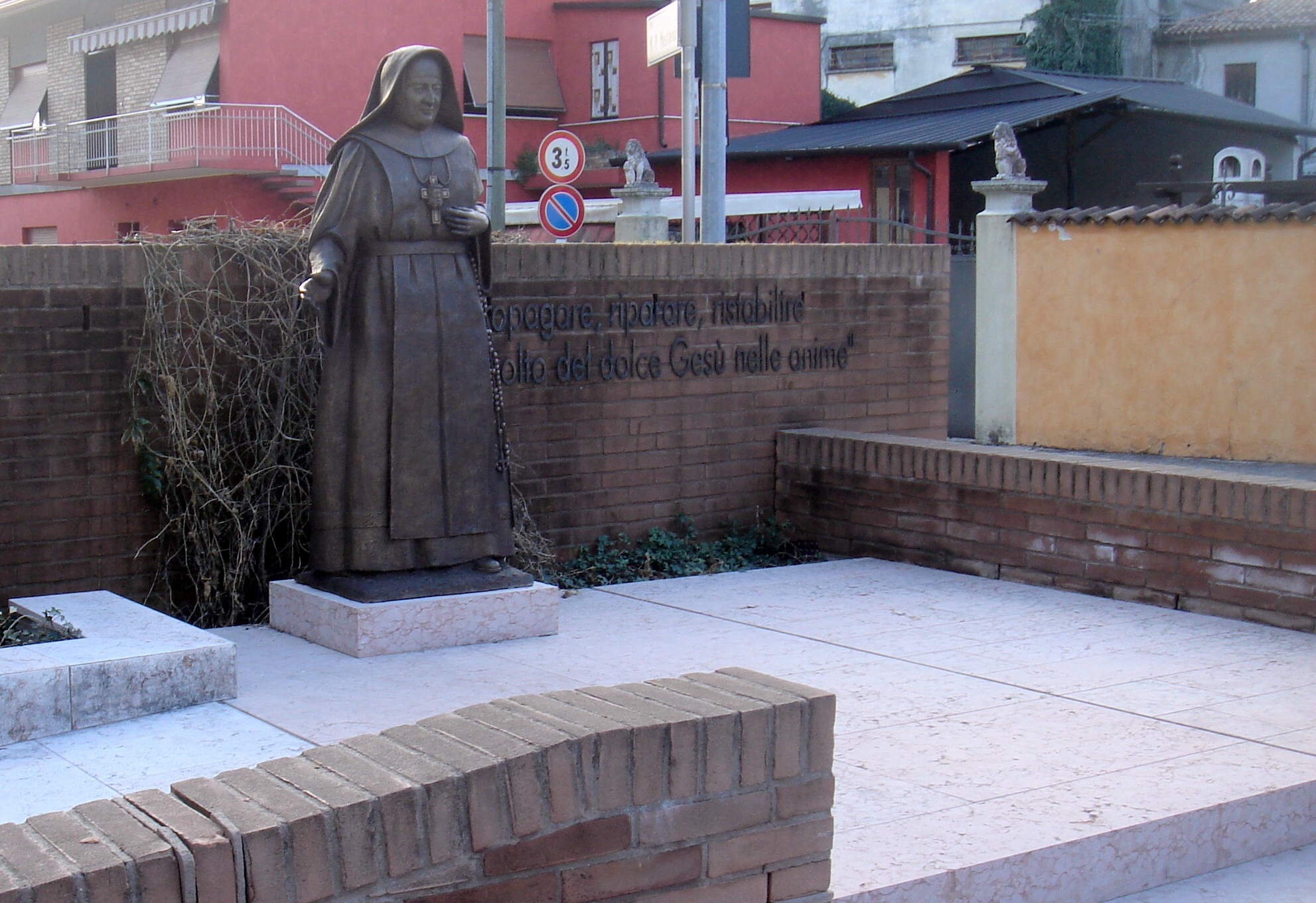
Monumento a Maria Pia Mastena, nel piazzale della chiesa di San Fior

### Giovinezza e formazione religiosa
Nata nel 1881 a Bovolone, nel Veronese, Maria Pia, il cui nome di battesimo era Maria Teresa, è figlia primogenita di Giulio e Maria Antonia Casarotti, un piccolo commerciante e una maestra.
Inizia la sua formazione a casa (è la madre a insegnarle a leggere e a scrivere) e in un asilo amministrato dalle Sorelle della Misericordia, iniziando fin da bambina il suo percorso spirituale, già all'interno della sua famiglia, molto religiosa e caritatevole. A nove anni, periodo in cui riceve prematuramente la comunione si verificano, come narrato dalla stessa Maria Pia, i primi episodi mistici, con al centro la devozione al volto di Cristo.
Queste esperienze religiose la portano ad entrare in convento, il 3 settembre 1901; il 24 ottobre 1903 viene consacrata col nome di suor Passitea.
Nel 1905 completa gli studi magistrali, portati avanti faticosamente e in maniera frammentaria, presso l'istituto "Carlo Montanari" di Verona. Nello stesso anno inizia a insegnare, attività alla quale viene definitivamente abilitata nel 1908, anno in cui la suora entra come maestra nel nuovo centro delle Suore della Misericordia, istituito a Miane, sui colli del Trevigiano, divenendone la direttrice. In questi anni è apprezzatissima sia per le opere di carità, sia per le qualità d'insegnante.

### Maturità e clausura
Durante gli anni della prima guerra mondiale, suor Mastena prosegue la sua attività a Miane, molto vicino all'epicentro delle battaglie del Piave, dimostrando grande fermezza e sentimenti patriottici.
Negli anni successivi al conflitto, l'aumento degli impegni sociali e alcune vicende famigliari (tra cui il lutto della madre) la portano a desiderare la clausura, intento a lungo ostacolato dai suoi superiori; tuttavia il 15 aprile 1927 riesce a entrare al convento di San Giacomo di Veglia (presso Vittorio Veneto) come cistercense, acquisendo il nome definitivo di Maria Pia.
Nel novembre dello stesso anno, il vescovo di Vittorio Veneto Eugenio Beccegato decide di far uscire Maria Pia dalla clausura, condizione per la quale era sottoposta a molte critiche, visto il suo operato sociale. Tra 1927 e 1930 torna a insegnare, prima a Miane, poi a Follina e a Carpesica, infine a San Fior: è in questo periodo che, con la complicità del vescovo, inizia a essere concepita l'idea di una congregazione dedicata al Volto di Cristo, a cui era profondamente legata la devozione della suora.

### Anni della fondazione della congregazione del Santo Volto

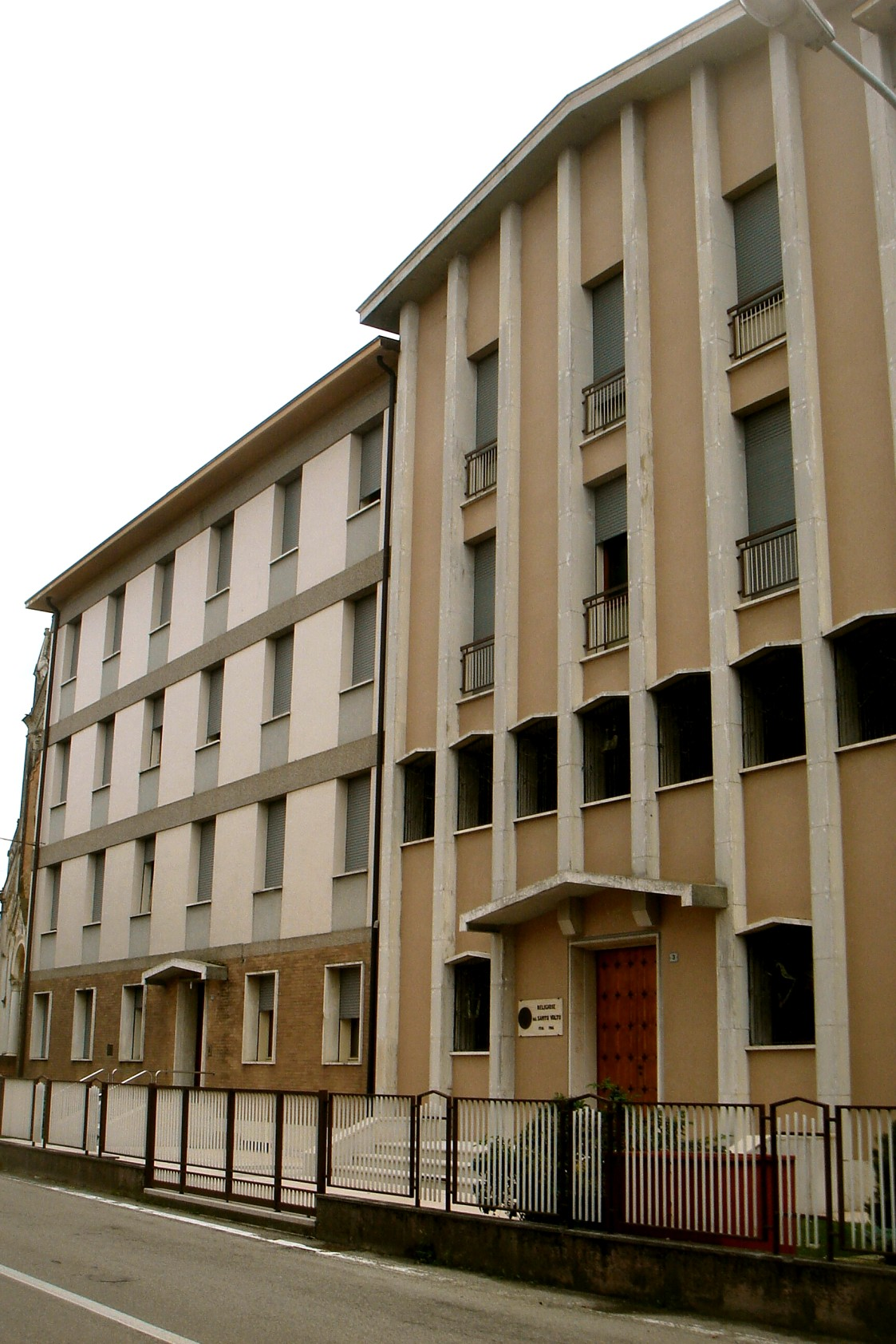
Facciata dell'Istituto delle Suore del Santo Volto a San Fior

A San Fior la suora organizza, coi suoi poveri mezzi economici, una piccola congregazione denominata Pia opera del soccorso, finalizzata a soccorrere bambini bisognosi e istruirli, nonché a sfamare ragazze povere e insegnar loro un mestiere.
Un certo numero di aspiranti suore iniziano a raccogliersi intorno a Maria Pia, condividendone l'ideale, così fortemente che, nell'ottobre 1932 e nel maggio del 1934, il vescovo arriva a consacrarle negli stessi locali della Pia opera.
Tra il 1935 e il 1936 la nascente Congregazione del Sacro Volto viene sciolta ben due volte, causa la contrarietà di alcune correnti clericali nel riconoscerne l'ufficialità; ma dopo una strenua battaglia, compreso un inizialmente fallimentare viaggio a Roma, suor Mastena ottiene, l'8 dicembre 1936, il riconoscimento della sua congregazione. Malgrado ciò, non mancheranno gli ostacoli al suo operato, che vedono come primi oppositori gli stessi parroci di San Fior.
Nella seconda metà degli anni quaranta però inizia la collaborazione tra parrocchia e congregazione, che inizia a fondare delle piccole sedi anche in altre località italiane.
Sono gli anni della seconda guerra mondiale a vedere Maria Pia e la sua congregazione in una grande attività di soccorso, rivolta soprattutto a soldati e vittime del conflitto: vengono aiutati e rifocillati gratuitamente e indistintamente italiani, tedeschi, ebrei.
Nel '47 ha luogo il riconoscimento pontificio di Pio XII, con l'elezione unanime di Maria Pia a madre superiora.

### Ultimi anni e beatificazione
Nel 1949 Maria Pia, ancora impegnatissima nella sua attività caritatevole di divulgazione dell'istruzione, decide di fondare a Roma, sull'Aventino, una clinica gestita dalle Suore del Sacro Volto.
Tra 1950 e 1951 inizia ad avere problemi di salute di una certa gravità, tra cui un infarto miocardico acuto. Tuttavia non sospende la sua attività, affrontando anche nuove trasferte romane.
Proprio durante l'ultima di queste, muore improvvisamente il 28 giugno 1951 all'età di 69 anni. I funerali si svolgono in due sedi: il 1º luglio a Roma e il 4 luglio nella sua San Fior, dove aveva sempre abitato dagli anni della Pia opera e dove è sepolta.
Maria Pia Mastena viene dichiarata venerabile il 5 luglio 2002 da papa Giovanni Paolo II, mentre consegue la beatificazione il 13 novembre 2005 ad opera di Benedetto XVI, grazie a un miracolo riconosciuto dalla Chiesa cattolica alla figlia di Sandra Milo, Azzurra, che pareva morta alla nascita, ma è tornata in vita.

## Culto

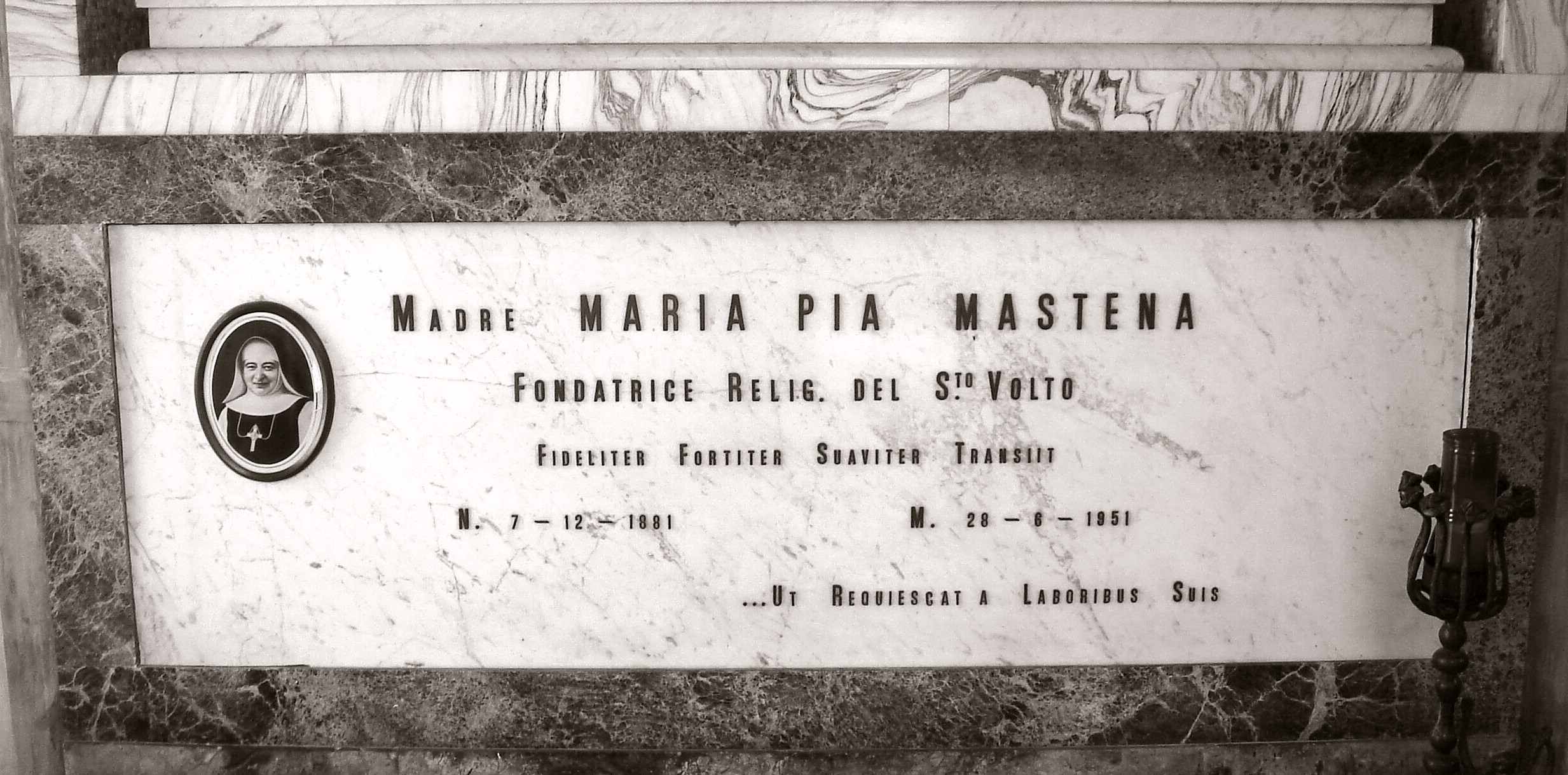
Tomba della beata Mastena nel cimitero di San Fior

Le spoglie della beata riposano in una cappelletta del cimitero di San Fior, presso l'Istituto delle Religiose del Santo Volto, ancora attivo e ubicato sul fianco destro della chiesa di San Fior.
Negli anni 2000, proprio nel piazzale della chiesa è stato posizionato un monumento alla suora, in occasione della sua beatificazione.
Il corpo sarà presto venerato all'interno della chiesa, dove si sta organizzando in questi anni un'apposita cappella per la venerazione di suor Mastena.

## Nell'arte
A febbraio del 2014, è stato inaugurato il primo monumento in Italia in onore di Maria Pia Mastena, a Bovolone, sua città natale.

A novembre dell'anno successivo, viene presentato a San Fior il film dal titolo Se ami la vita, realizzato da Thomas Toffoli e prodotto dalla Alex Francesco Newsome. La pellicola descrive la vita biografica della fondatrice delle suore del Santo Volto, con un riferimento finale alla guarigione della figlia di Sandra Milo.